# Adalbert Vilmos bajor királyi herceg
Adalbert Vilmos (ismert még mint Bajorországi Adalbert, teljes nevén Adalbert Vilmos György Lajos, németül: Adalbert Wilhelm von Bayern; München, Bajor Királyság, 1828. július 19. – München, Bajor Királyság, 1875. szeptember 21.), a Wittelsbach-házból származó bajor királyi herceg, I. Lajos bajor király és Terézia Sarolta szász–hildburghauseni hercegnő legfiatalabb gyermeke.

## Származása, testvérei
I. Lajos bajor király (1786–1868) és felesége Terézia Sarolta Lujza szász-hildburghauseni hercegnő, bajor királyné (1792–1854) harmadik fia volt.
Kilencen voltak testvérek:
- Miksa királyi herceg (1811–1864), a későbbi II. Miksa bajor király, aki 1842-ben Mária Friderika porosz királyi hercegnőt (1825–1889) vette feleségül.
- Matild Karolina királyi hercegnő (1813–1862), aki 1833-ban III. Lajos hessen-darmstadt-rajnai nagyherceghez (1806–1877) ment feleségül.
- Ottó királyi herceg (1815–1867), a későbbi I. Ottó görög király, aki 1836-ban Amália oldenburgi hercegnőt (1818–1875) vette feleségül.
- Teodolinda Sarolta Lujza királyi hercegnő (1816–1817), kisgyermekkorban meghalt.
- Luitpold bajor királyi herceg (1821–1912), Bajorország régense, aki 1844-ben Habsburg–Toscanai Auguszta Ferdinanda főhercegnőt (1825–1864) vette feleségül.
- Adelgunda Auguszta királyi hercegnő (1823–1914), aki 1842-ben V. Ferenc modenai herceghez (Habsburg–Estei Ferenc osztrák főherceghez, 1819–1875) ment feleségül.
- Hildegárd Lujza bajor királyi hercegnő (1825–1864), aki 1844-ben Albert Frigyes osztrák főherceg (1817–1895) felesége lett.
- Alexandra Amália királyi hercegnő (1826–1875), a müncheni és würzburgi királyi Szent Anna apácakolostorok főnökasszonya és apátnője, írónő.
- Adalbert Vilmos királyi herceg (1828–1875)

Adalbert herceget a görög nemzetgyűlés a görög trónon ülő bátyja, Ottó király utódjává nevezte ki arra az esetre, ha a király utód nélkül halna meg. (Adalbert bátyját, Luitpold herceget kizárták a lehetséges várományosok közül, mert ő elutasította az ortodox hitre való áttérés követelményét). Ottó később (1862-ben) egy lázadás miatt elhagyni kényszerült Görögországot, de a koronáról sosem mondott le. A görög nemzetgyűlés azonban 1863-ban úgy döntött, hogy az új király –  Adalbert bajor vagy Alfréd brit királyi herceg (Viktória királynő fia) helyett – Vilmos dán herceg legyen, aki I. György néven trónra is lépett.

## Házassága, gyermekei
Adalbert herceg 1856. augusztus 25-én Madridban feleségül vette Amália Filippa del Pilar spanyol infánsnőt (1834–1905), Ferenc spanyol királyi hercegnek (1794–1865), IV. Károly spanyol király fiának, és Lujza Karolina nápoly–szicíliai királyi hercegnőnek, I. Ferenc nápoly–szicíliai király leányának 6. leányát. Házasságukból öt gyermek született:
- Lajos Ferdinánd (1859–1949), aki Mária de la Paz spanyol infánsnőt, II. Izabella spanyol királynőnek és férjének Bourbon Ferenc címzetes spanyol királynak a lányát vette feleségül
- Alfonz bajor herceg (1862–1933), Lujza alençon–orléans-i hercegnőt, Zsófia Sarolta bajor hercegnő és Ferdinand d’Alençon hercegének leányát vette feleségül,
- Izabella (1863-1924), aki Savoyai Tamás hercegnek (1854–1931), Genova második hercegének lett a felesége,
- Elvira (1868–1943), aki Rudolf herceghez, Wrbna–Kaunitz–Rietberg–Questenberg és Freudenthal hercegéhez ment férjhez.
- Klára (1874–1941), nem ment férjhez

Adalbert herceg 1875. szeptember 21-én halt meg. A müncheni Szent Mihály templomban (Michaelskirche) helyezték örök nyugalomra.